# Max von der Grün
Max von der Grün (Bayreuth, 25 maggio 1926 – Dortmund, 7 aprile 2005) è stato uno scrittore tedesco.

## Biografia
Nato in una famiglia di operai, dopo l'esperienza di soldato e di prigioniero di guerra nella seconda guerra mondiale, fu operaio edile e macchinista negli stabilimenti della Ruhr per 13 anni.
Co-fondatore del Gruppo 61 e scrittore a tempo pieno dal 1964, fu tra i primi autori della Germania Ovest a volgere lo sguardo alla classe operaia. I suoi romanzi avevano spesso riferimenti autobiografici, ma anche chiari obiettivi di denuncia politico-sociale, che crearono spesso aspre controversie e polemiche e gli procurarono anche, come nel caso del romanzo Irrlicht und Feuer ("Ciuffetto e il fuoco"), querele e processi. Oltre che di romanzi, fu autore di racconti brevi, saggi, sceneggiature e radiodrammi.